# Crepidium sarawakense
Crepidium sarawakense là một loài thực vật có hoa trong họ Lan. Loài này được Szlach. & Marg. mô tả khoa học đầu tiên năm 1998.